# U-20-Fußball-Südamerikameisterschaft 1985
Die XVII.U-20-Fußball-Südamerikameisterschaft 1985 fand vom 8. Januar 1985 bis zum 30. Januar 1985 in Paraguay statt.
Ausgetragen wurden die Begegnungen zur Ermittlung des Turniersiegers in Asunción. Es nahmen am Turnier die Nationalmannschaften Argentiniens, Boliviens, Brasiliens, Chiles, Kolumbiens, Paraguays, Perus, Uruguays und Venezuelas teil. 
Gespielt wurde in zwei Gruppen und einer anschließend ebenfalls im Gruppenmodus ausgetragenen Finalphase. Aus der Veranstaltung ging Brasilien als Sieger hervor. Die Plätze zwei bis vier belegten die Nationalteams aus Paraguay, Kolumbien und Uruguay. Die ersten drei Teams qualifizierten sich für die Junioren-Fußballweltmeisterschaft 1985 in Sowjetunion.
Torschützenkönig des Turniers war der Brasilianer Romário mit fünf erzielten Treffern.